# Paszer (vezír)

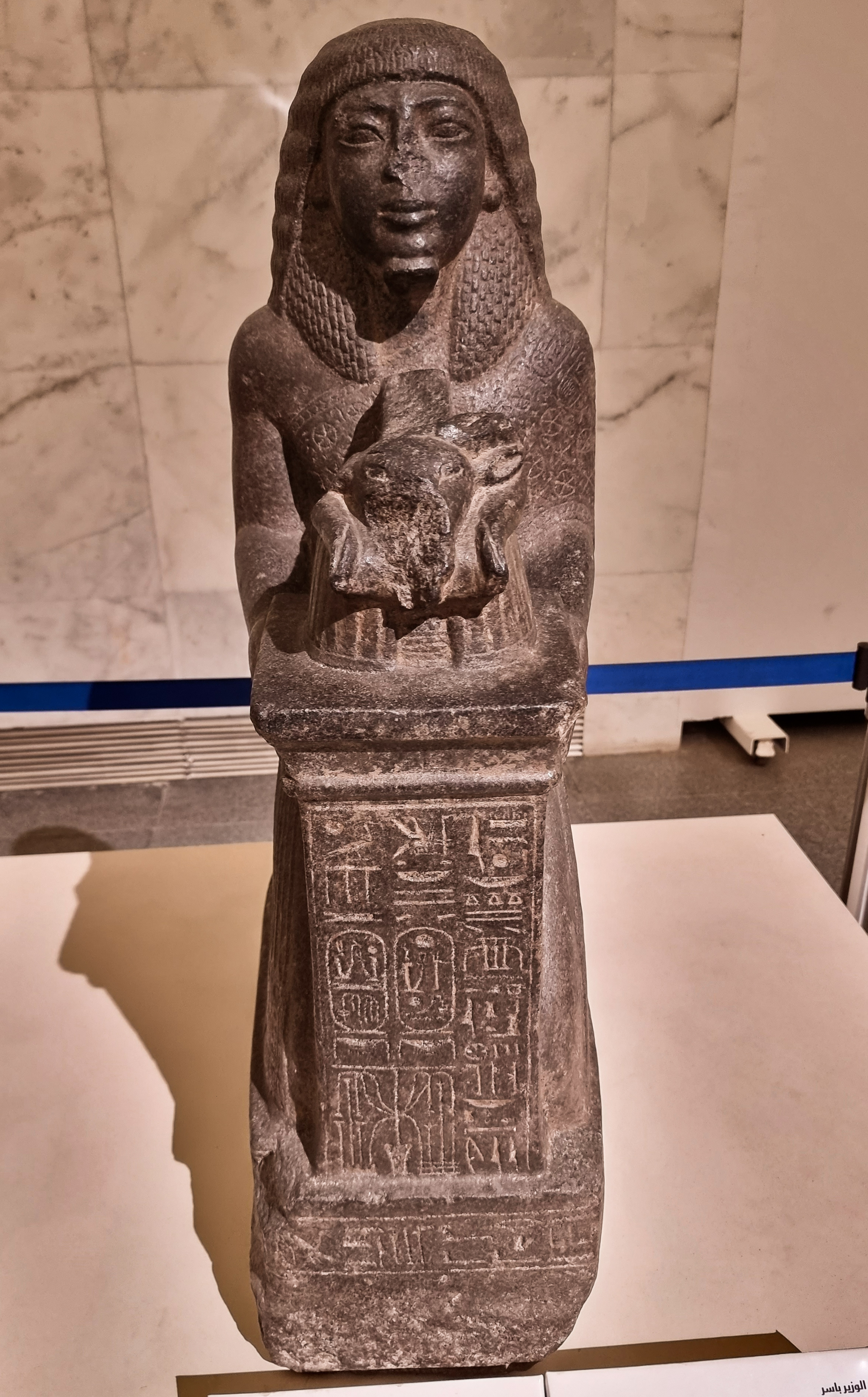
Paszer szobra

Paszer ókori egyiptomi hivatalnok volt. Vezírként szolgált a XIX. dinasztia idején, I. Széthi és II. Ramszesz uralkodása idején; utóbbi alatt megkapta Ámon főpapjának pozícióját is.

## Családja
Apja Nebneteru Tenri, Ámon főpapja, anyja Meritré, Ámon háremének elöljárója. Egy fivére ismert, Titia (Titi, Tatia), Maat templomának háznagya. Meritré Memphiszből származott, apja neve Anij, anyjáé Nuia. A család Paszer sírjából (TT106) és szobrairól ismert.

## Pályafutása

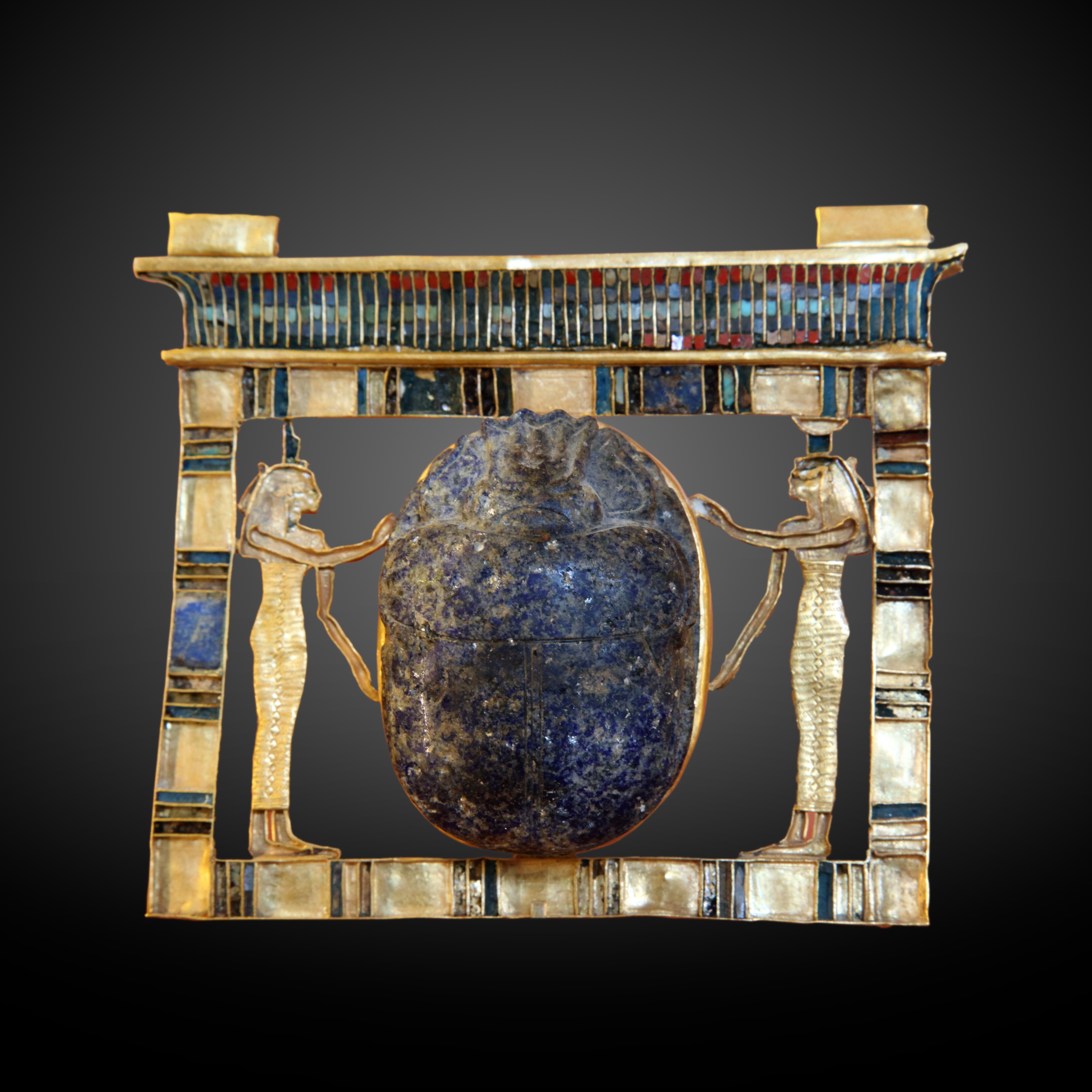
Melldísz Paszer nevével

Fiatalon I. Széthi fia, Ramszesz trónörökös herceg kíséretének tagja volt. A sírjában szereplő életrajzi szöveg szerint Menmaatré (I. Széthi) adományozta neki az „első társ a palotában” címet, majd pedig a Két Föld urának fő kamarása és Werethekau főpapja lett. Széthi nevezte ki Théba polgármesterévé és vezírré is. Ebben a minőségében ő fogadta a vazallus országokból befolyó adókat a király nevében, bejárta Egyiptomot, hogy kiszámítsa a bevételt, és ő felelt többek közt Széthi sírja, a Királyok völgye 17 építési munkálataiért is. II. Ramszesz, mikor trónra lépett, megerősítette Paszert hivatalában. Ramszesz végül kinevezte Ámon főpapjává, ezt a címét említik egy szobrán, melyet a karnaki cachette-ben találtak és ma a kairói Egyiptomi Múzeumban van (CGC 42156). Paszert ezen nemesemberként, Ámon főpapjaként és minden thébai isten papjainak elöljárójaként említik. Egy usébtije, melyen főpapként nevezik meg, ma a londoni University College gyűjteményében található.
Paszert utoljára Ramszesz 21. uralkodási évében említik vezírként; összesen több mint 25 évig töltötte be ezt a pozíciót a két fáraó alatt. Szobrain és más emlékein szereplő feliratai alapján számos más címmel is rendelkezett, bíró volt, Maat papja, Nehen szája, Felső- és Alsó-Egyiptom királyának pecsétőre, a király minden munkálatainak felügyelője, stb. Főpapként Bakenhonszu követte.

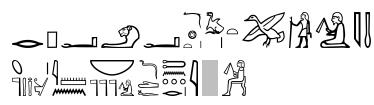
r-pˁt ḥ3.tỉ-ˁ n nỉw.t p3-sr m3ˁ-ḫrw s3 ḥm-nṯr tpỉ n ỉmn nb-nṯr.w ḏd=f ṯnrỉ
„Az örökös herceg, a város kormányzója, Paszer, az igaz hangú; Ámon első prófétájának, Nebneterunak, más néven Tenrinek fia”

## Szobrai, emlékművei és említései
Paszert sírján kívül is több helyen említik, az őt megnevező leletek Egyiptom számos városából kerültek elő. Csak pár leletről nem tudni, honnan származik, ilyen például egy szürkegránit szobra, melyen Paszer sztélét tart a kezében, valamint egy fekete gránit szobra, amelyet ma a British Museum őriz (BM 510). Wilbour említi egy szobrát Tell-Robában. 
Per-Ramszesz
- Ajtófélfa, melyen Paszer II. Ramszeszt dicsőíti. Paszer címei itt: örökös herceg, isteni atya, szem-pap, a város kormányzója és vezír.
- Szobor, melyen Paszer sztélét tart kezében, ma a Louvre-ban (E 25980). A szobron látható istenek: Werethekau, Szahmet, Ptah és Neith. Paszert vezírként említik rajta, több más címe is szerepel.
- Sztélé formájú amulett Taniszból, eredetileg Per-Ramszeszből. Ábrázolásán a vezír II. Ramszeszt dicsőíti.[2]

Memphisz és Közép-Egyiptom
- Szobor Ptahhal az isten memphiszi templomából, ma Kairóban (CGC 630). Vezíri címe mellett „kormányzó a bat-jogarral Szahmet templomában”, „a király minden kincsének felügyelője”, „a király szeme az egész országban, aki elégedetté teszi a Két Földet ura kedvéért”, „a király füle a palotában” és több más cím is szerepel a szobron. Paszer szüleit is említik, Nebneteru Tenri neve mellett az „Ámon főpapja Dél Héliopoliszában” és a „Ptah templomának szem-papja” címek szerepelnek, anyját, Meritrét Hutkaptah (Memphisz) szülöttjeként említik.
- Elefántcsont tolltartó tok (?) Paszer vezír nevével, Abüdoszból, ma a Liverpooli Múzeum gyűjteményében (No 24.9.00.92).[2]

Kelet-Théba és Medamud
Erről a környékről három, Paszer vezírt ábrázoló szobor került elő:
- Ülőszobor Medamudból, ma a British Museumban (BM 954).
- Fekete gránit kockaszobor a karnaki cachette-ből, ma a kairói Egyiptomi Múzeumban (JdE 38062).
- Kockaszobor a karnaki cachette-ből, szintén az Egyiptomi Múzeumban (CGC 42164).[2]

Nyugat-Théba, kivéve Deir el-Medina
Ezen a környéken négy szobrát találták meg Paszernek. Három Dejr el-Bahariból került elő, a negyedik valószínűleg valahol Thébában lehetett eredetileg,
- Nagy szobor II. Montuhotep halotti templomából a Dejr el-Bahariból (UM E.534+)
- Kisebb szobor ugyanonnan, ma a British Museumban (BM 678)
- Paszer és anyja kettős szobra Dejr el-Bahariból, ma a kairói Egyiptomi Múzeumban (CGC 561)
- Paszer szobra, valószínűleg Thébából, ma a koppenhágai Glyptothekben (AEIN 50)

Nyugat-Thébában több graffito említi Paszert. Két sziklafelirat II. Ramszeszt Hathor előtt ábrázolja, a szöveg megemlíti Paszer vezírt. Két korábbi sírban is szerepelnek graffitók, melyek Paszer látogatását említik: a TT93-ban (Kenamon sírja, II. Amenhotep idejéből) és a 311-es sírban, Heti, a XI. dinasztia idején élt kincstárnok sírjában, ahol megörökítik, hogy Paszer eljött ide „megtekinteni (…) [távoli] őse, Heti munkáját”.
Egy Nyugat-Thébából származó votív sztélé Paszert és Meritrét Wenennofer dicsőítése közben mutatja, egy thébai sztélé (ma Koppenhágában, AEIN 1553) pedig Paszert és apját, Nebneteru Tenrit Hathor előtt ábrázolja. Ezt a sztélét Dejr el-Medina egyik munkása állíttatta.
Penbui sírkápolnájában (TT10) Paszert II. Ramszesz mellett ábrázolják.
Deir el-Medina
Paszernek számos említése került elő Dejr el-Medinából, köztük körülbelül tíz sztélé, amely II. Ramszesszel együtt ábrázolja különféle istenek előtt. Két sztélé a nekropolisz írnokával, a település fő írnokával, Ramoszéval ábrázolja. Dejr el-Medinából ezenfelül előkerültek szobrok, ajtófélfák, párkánydarabok, talapzatok (talán szobortalapzatok), valamint levelek, melyeket Paszer váltott az írnokokkal. Ramosze egyik levele két további írnok, Hui és Aa nevét említi. Egy Inusefnu (?) nevű írnok arról számol be, hogy megérkezett a sírokon dolgozó munkások fizetsége. Mosze írnok egy levele említi a magtár elöljárója, Heriuf ellenőrző látogatását. Nebré írnok arról számol be Paszernek, hogy a településen minden rendben van.
Felső-Egyiptom
Paszernek van egy kápolnája Gebel esz-Szilszile nyugati részén, a Horemheb-szpeoszban. Címei itt többek között nemesember, bíró, Nehen szája, Maat papja, a város kormányzója, vezír, Felső- és Alsó-Egyiptom minden papjának felügyelője.

## Sírja
Paszert a Sejh Abd el-Kurna-i TT106 sírba temették. A sír külső homlokzatán II. Ramszesz kártusa látható. A sír jelenetei Paszert és anyját, Meritrét múmiaként ábrázolják, egy kanópuszszentély előtt pedig fivére, Titia libációs áldozatot mutat be. A sír több oszlopa díszített, az egyiken Paszer I. Amenhotep és Ahmesz-Nofertari előtt áll, Titia pedig áldozatot mutat be Paszer és Meritré előtt. Egy másik oszlopon Paszer és szülei az isteneket imádják. Az egyes jeleneteken szerepel még Ozirisz, Maat, Paszer szülei Wenennofer előtt, valamint Paszer völgy gyönyörű ünnepén, amint Rét és Ámont dicsőíti.
A szövegek közt szerepel egy himnusz Oziriszhez, a Hárfás dala, egy életrajzi szöveg és az uralkodó dicsőítése. A kellékek közül előkerült két kanópuszedény (ma Kairóban, CGC 4325 and 4326), az egyiken Szelket és Duamutef, a másikon Ízisz és Kebehszenuf. Egy usébti ma Berlinben található (Berlin 367), három másik a londoni University College-ben (nos 93-94-95).

## Fordítás
- Ez a szócikk részben vagy egészben  a   Paser (vizier) című angol Wikipédia-szócikk ezen változatának fordításán alapul.  Az eredeti cikk szerkesztőit annak laptörténete sorolja fel. Ez a jelzés csupán a megfogalmazás eredetét és a szerzői jogokat jelzi, nem szolgál a cikkben szereplő információk forrásmegjelöléseként.